# Saint-Georges-de-Mons
Saint-Georges-de-Mons é uma comuna francesa na região administrativa de Auvérnia-Ródano-Alpes, no departamento Puy-de-Dôme. Estende-se por uma área de 34,04 km². Em 2010 a comuna tinha 1 995 habitantes (densidade: 58,6 hab./km²).